# جون إتش. كارينغتون
جون إتش. كارينغتون هو سياسي أمريكي، ولد في 25 أكتوبر 1934 في فيلادلفيا في الولايات المتحدة، وتوفي في 28 فبراير 2017. نشط حزبياً في الحزب الجمهوري. وقد انتخب عضو مجلس ولاية كارولاينا الشمالية ‏ (1995 – 2005).